# Hypostomus lima
Hypostomus lima is een straalvinnige vissensoort uit de familie van de harnasmeervallen (Loricariidae). De wetenschappelijke naam van de soort werd als Plecostomus lima in 1874 gepubliceerd door Christian Frederik Lütken.